# Hiroshi Sakagami
Hiroshi Sakagami (坂上 弘, Sakagami Hiroshi) (Tòquio, 13 de febrer de 1936 – Chiba, 16 d'agost de 2021) va ser un escriptor japonès. El 2009, també va ser president de l'Associació d'Escriptors Japonesos i director de publicacions de la Universitat de Keiō.

## Biografia

### Joventut
Sakagami va néixer a Tòquio. Després de traslladar-se diverses vegades durant els seus anys escolars (Akasaka, Kumamoto, Kagoshima), va entrar a la Universitat de Keiō on va estudiar lògica formal. El 1960 va assumir una feina a la Riken Optical Industry (actual Ricoh), càrrec que va deixar el 1995 per convertir-se en assessor de premsa de la Universitat Keiō.

### Carrera
La primera novel·la de Sakagami, publicada als 19 anys, va ser nominada al Premi Akutagawa el 1955. Les seves darreres novel·les sovint se centren en grups socials impulsats per ideologies fortes, inclosa Asa no mura ("Poble al matí", 1966) que descriu el col·lapse d'una comunitat basada en una teoria de la cria de pollastres. Com l'organització ideal de la societat, Keita no sentaku ("Decisió de Keita", 1998) en què el protagonista s'uneix a una secta religiosa a les muntanyes i Nemuran ka na ("Hauria de dormir?", 2004) que descriu com una generació dedicada a la filosofia zen es va convertir en empresaris del miracle econòmic japonès de la postguerra.

### Premis
Sakagami ha estat coronat amb diversos premis pels seus escrits, inclosos el premi Yomiuri el 1991 per Yasashii teihakuchi, el Premi Noma de Literatura el 1992 per Denen fukei, el premi Chūōkōron Shinjin per Aru aki no dekigoto ("Un incident a la tardor"), el premi als nous autors del Ministeri de Cultura i el premi Kawabata el 1997. El 2008 va ser elegit membre de l’Acadèmia Japonesa d'Arts.